# Paul de Bruyn (Fabrikant)
Paul de Bruyn (* 3. November 1880 in Essen; † 1966) war ein deutscher Fabrikant und Motorsportfunktionär.

## Werdegang
De Bruyn studierte Maschinenbau an der Technischen Hochschule Hannover und Hüttenkunde an der Technischen Hochschule Aachen. Von 1903 an war er Inhaber der Maschinenbaufirma Debro-Werke Paul de Bruyn KG in Düsseldorf.
Über seine Tätigkeit als Unternehmer hinaus setzte er sich für die Belange des Automobilsports ein. Er war Präsident des Rheinisch-Westfälischen Automobilclubs und Sportpräsident des Automobilclubs von Deutschland (AvD). Zudem war er von Mai 1952 bis Februar 1955 Präsident der Obersten Nationalen Sportkommission für den Automobilsport in Deutschland (ONS).

## Ehrungen
- 1953: Verdienstkreuz (Steckkreuz) der Bundesrepublik Deutschland
- Ehrensportpräsident des AvD